# Металопрокатний завод у Янбу
Металопрокатний завод у Янбу – підприємство чорної металургії Саудівської Аравії, що діє на західному узбережжі країни в районі міста Янбу.
Прокатний майданчик належить Al Yamamah Company for Reinforcing Steel Bars, основним власником якої із часткою у 72,5% є Al Yamamah Steel Industries Company. Остання також володіє рядом заводів з виробництва труб (в Даммамі та Джидді) і металоконструкцій (зокрема, башт для вітрогенераторів).
Завод, що почав роботу в 2008 році, має річну потужність на рівні 700 (за іншими даними – 600) тисяч тон та може продукувати сталеві прутки діаметром від 8 мм до 36 мм. Основне обладнання постачила відома італійська компанія Danieli. 
Можливо відзначити, що хоча у 2000-х роках до Янбу подали блакитне паливо (газопровід Схід – Захід), проте печі розігріву сортової заготовки заводу Al Yamamah Company працюють на дизельному пальному.